# Afrorhynchites vulpes
Afrorhynchites vulpes là một loài bọ cánh cứng trong họ Rhynchitidae. Loài này được Fahraeus miêu tả khoa học năm 1871.